# Nußbaum

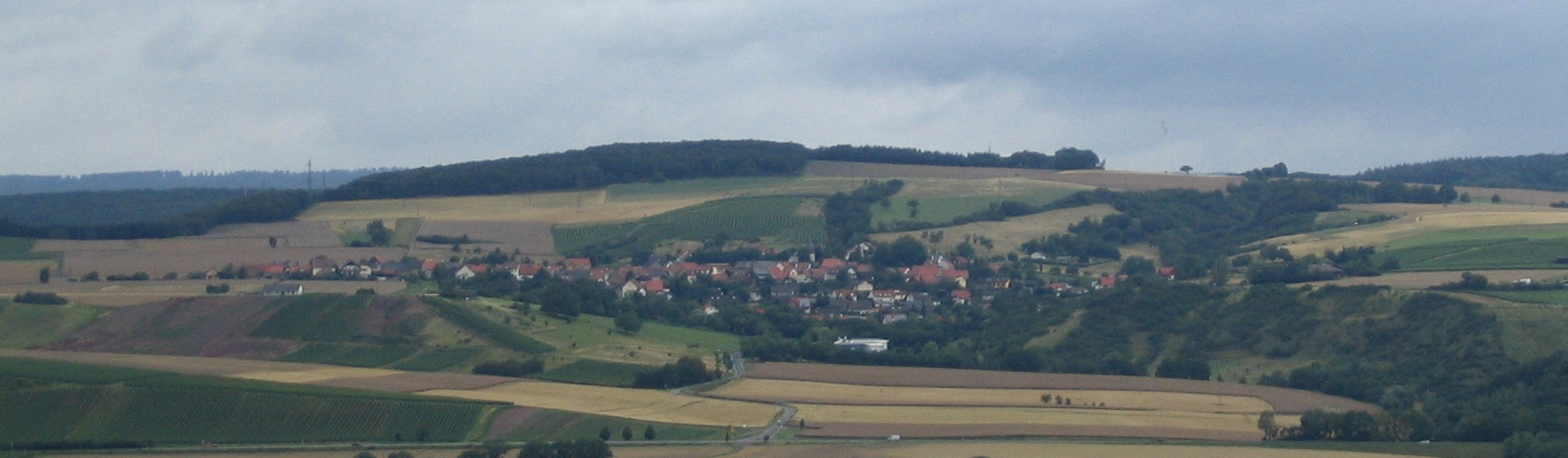
Nußbaum von Meddersheim aus fotografiert

Nußbaum ist eine Ortsgemeinde im Landkreis Bad Kreuznach in Rheinland-Pfalz. Sie gehört der Verbandsgemeinde Nahe-Glan an.

## Geographie
Nußbaum liegt im Tal der Nahe. Im Westen befindet sich Monzingen, im Südosten Bad Sobernheim und südlich auf der anderen Flussseite liegt Meddersheim.
Zu Nußbaum gehört auch der Wohnplatz „In der Bein“.

## Geschichte
Die ältesten Spuren menschlicher Besiedlung stammen von einem eiszeitlichen Beschaffungslager aus der jüngeren Altsteinzeit (Jungpaläolithikum). Heimatforscher entdeckten im Jahr 1996 in einer Baugrube Reste einer Feuerstelle, in der sich Geweihfragmente vom Rentier sowie Knochen, vermutlich vom Pferd, befanden. Daneben befanden sich Steingeräte (u. a. ein Klingenfragment) an der Fundstelle, die rund 1 km südlich des Dorfes liegt.
Der Ort wurde im Jahr 1295 erstmals urkundlich erwähnt.
Statistik zur Einwohnerentwicklung
Die Entwicklung der Einwohnerzahl von Nußbaum, die Werte von 1871 bis 1987 beruhen auf Volkszählungen:
| Jahr | Einwohner |
| ---- | --------- |
| 1815 | 274       |
| 1835 | 394       |
| 1871 | 409       |
| 1905 | 394       |
| 1939 | 371       |
| 1950 | 381       |
| 1961 | 366       |

| Jahr | Einwohner |
| ---- | --------- |
| 1970 | 346       |
| 1987 | 335       |
| 1997 | 477       |
| 2005 | 466       |
| 2011 | 456       |
| 2017 | 458       |
| 2023 | 474       |

## Politik

### Bürgermeister
Ortsbürgermeister ist Kai Wiechert. Bei der Kommunalwahl am 26. Mai 2019 wurde er mit einem Stimmenanteil von 92,59 % in seinem Amt bestätigt.
Er wurde im Juni 2024 wiedergewählt.

### Wappen
| Wappen von Nußbaum | Blasonierung: „In Gold ein schwarzer Schrägbalken, beseitet von je einer schwarzen Leiste, belegt mit einem grünen Schildchen, darin eine goldene Haselnuss.“                        |
| Wappen von Nußbaum | Wappenbegründung: Der Wappengrund entstammt dem Siegel des Ritters Emmerich von Nussbaum von 1385. Das Herzschild mit der Nuss wurde hinzugefügt, um den Ortsnamen zu symbolisieren. |

## Kultur und Sehenswürdigkeiten
Zu den Sehenswürdigkeiten Nußbaums gehört eine Simultankirche aus dem 14. Jahrhundert sowie das Schloss des Ortes. Dieses befindet sich im Privatbesitz und kann nicht besichtigt werden.
Siehe auch: Liste der Kulturdenkmäler in Nußbaum

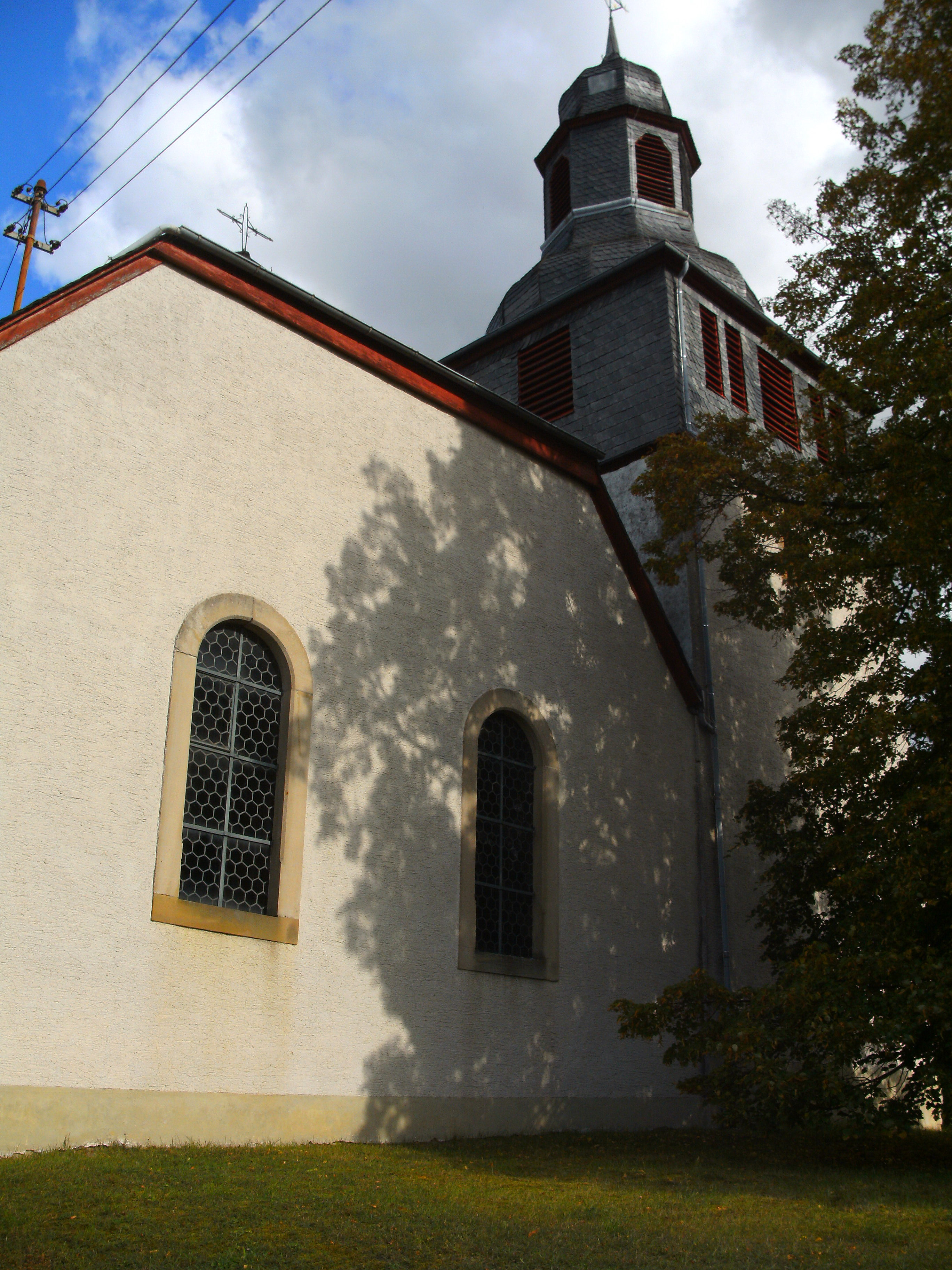
Kirche des Ortes
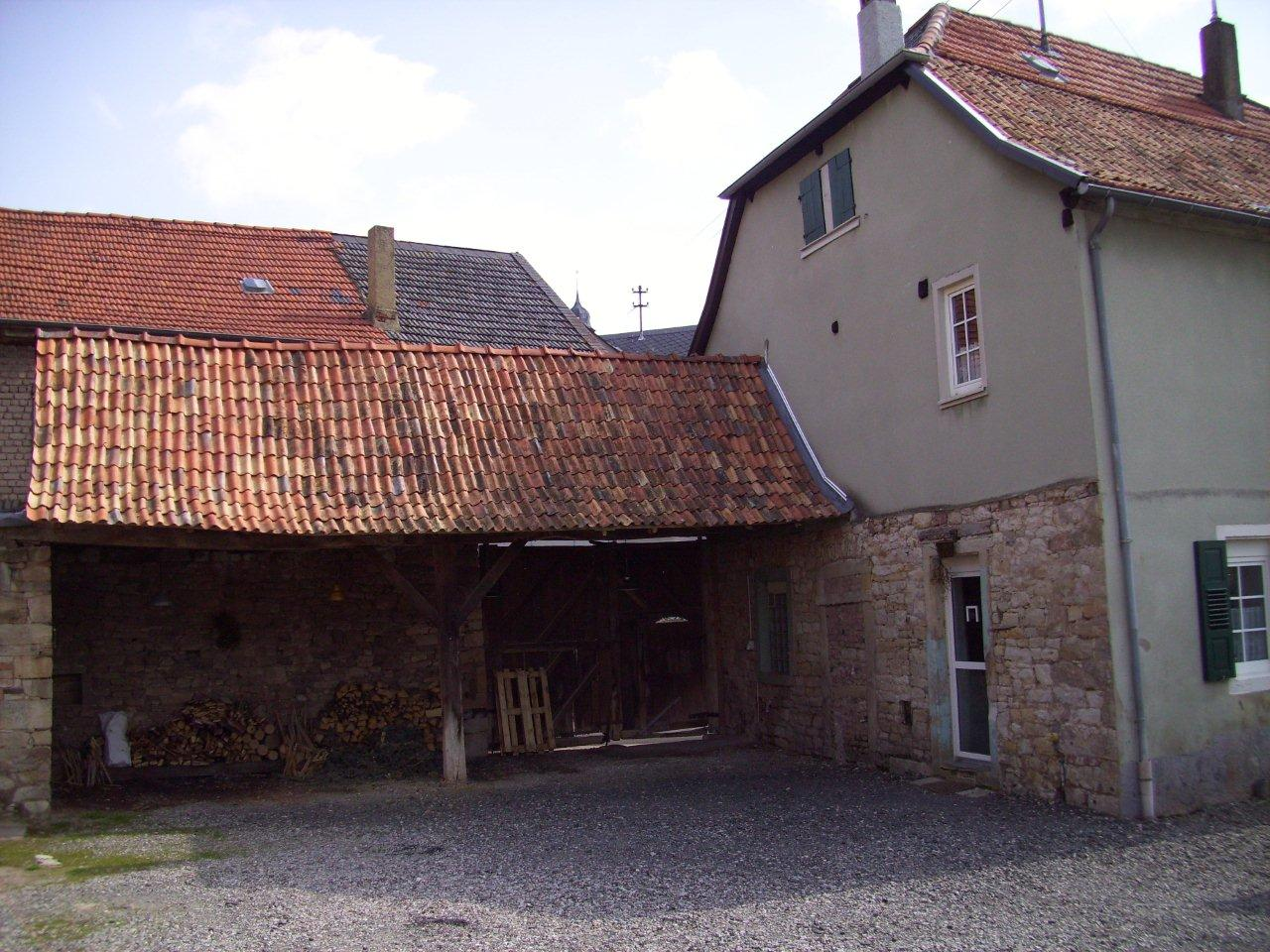
Spätbarocke Hofanlage
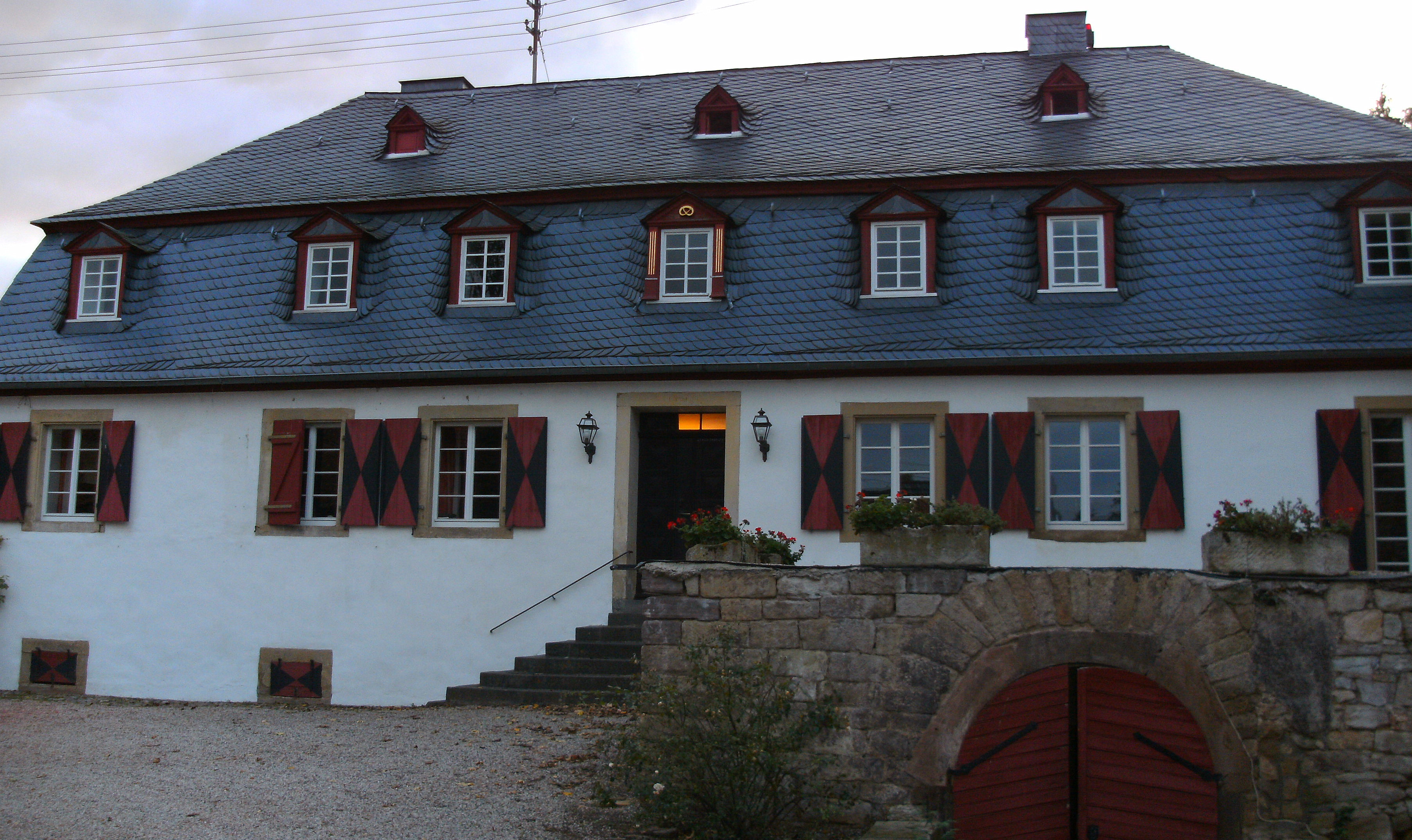
Das ehemalige Schloss
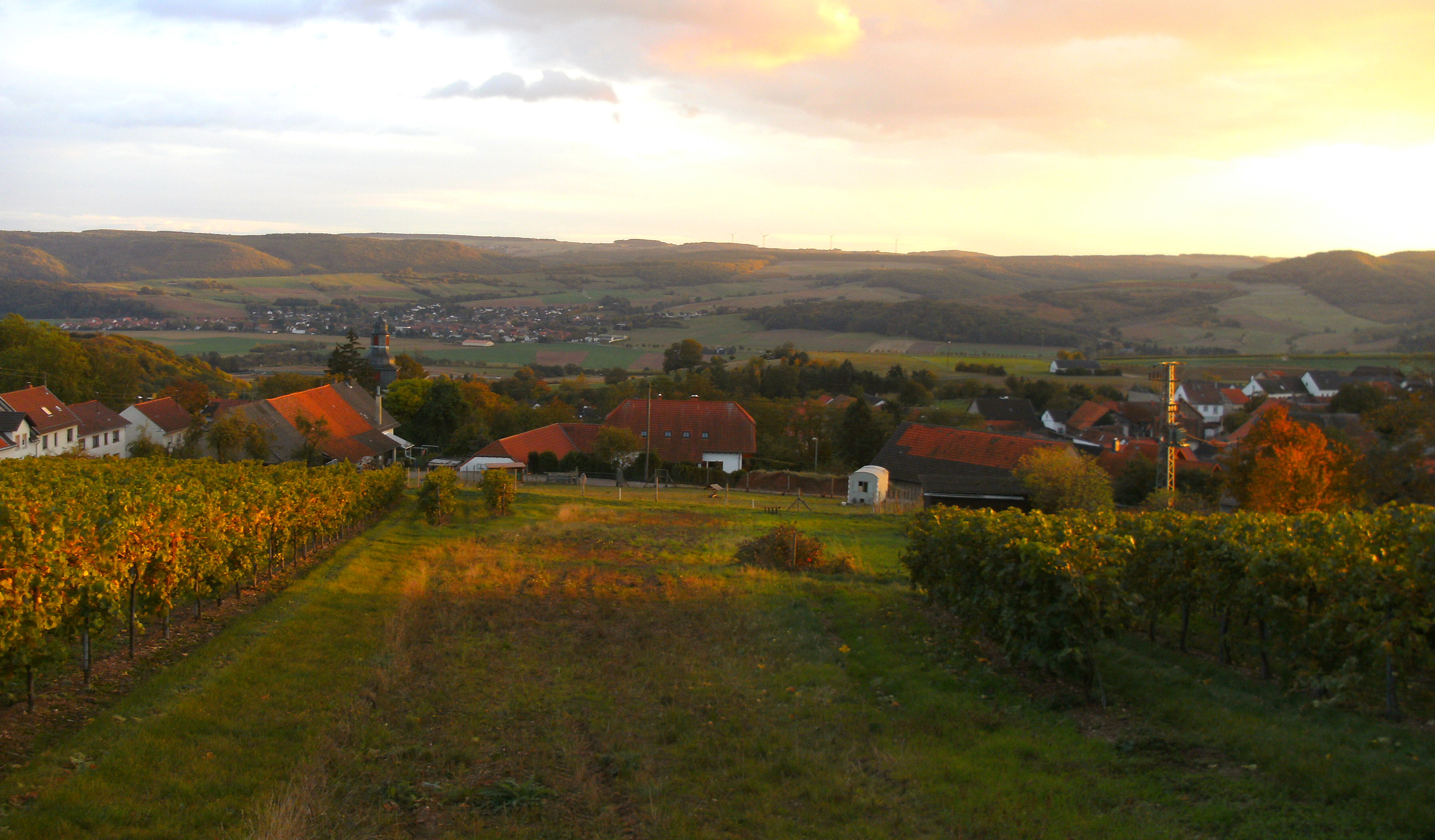
Blick durch Weinberge auf Nußbaum

## Wirtschaft und Infrastruktur
Im Süden verläuft die Bundesstraße 41. In Monzingen ist ein Bahnhof der Bahnstrecke Bingen–Saarbrücken.
Seit 1996 befindet sich in Nußbaum der Firmensitz des Unternehmens Hevert-Arzneimittel.

## Persönlichkeiten
- August Stern (1837–1914), Chorleiter, geboren in Nußbaum